# Chiesa di Santa Maria delle Anime del Purgatorio ad Arco
La Chiesa di Santa Maria delle Anime del Purgatorio ad Arco, o più semplicemente del Purgatorio ad Arco, è una chiesa barocca di Napoli situata su via dei Tribunali, nel centro antico della città.
Le sale che si succedono alle spalle dall'abside così come la chiesa sotterranea con l'adiacente ipogeo costituiscono il Museo dell'Opera Pia Purgatorio ad Arco.

## Storia
La chiesa fu eretta nel 1616 su un progetto di Giovanni Cola di Franco e di Giovan Giacomo Di Conforto su commissione di diverse famiglie nobili napoletane e con l'obiettivo di realizzare un luogo di sepoltura per le persone povere della città, senza famiglia e senza casa.
Tra le famiglie committenti spicca quella dei Mastrillo, che con i fratelli Geronimo e Francesco furono i principali contributori all'erezione della chiesa che, al tempo, si occupava di scarcerare i poveri per debiti di affitti, di seppellire i morti, vestire i bisognosi ed altro. Vanno comunque ricordati altre famiglie che contribuirono alla nascita dell'istituzione, come i Muscettola, Alfonso Brancaccio, Fabrizio Caracciolo di Brienza, Diomede e Marcantonio Carafa ed infine Antonio Carmignano.

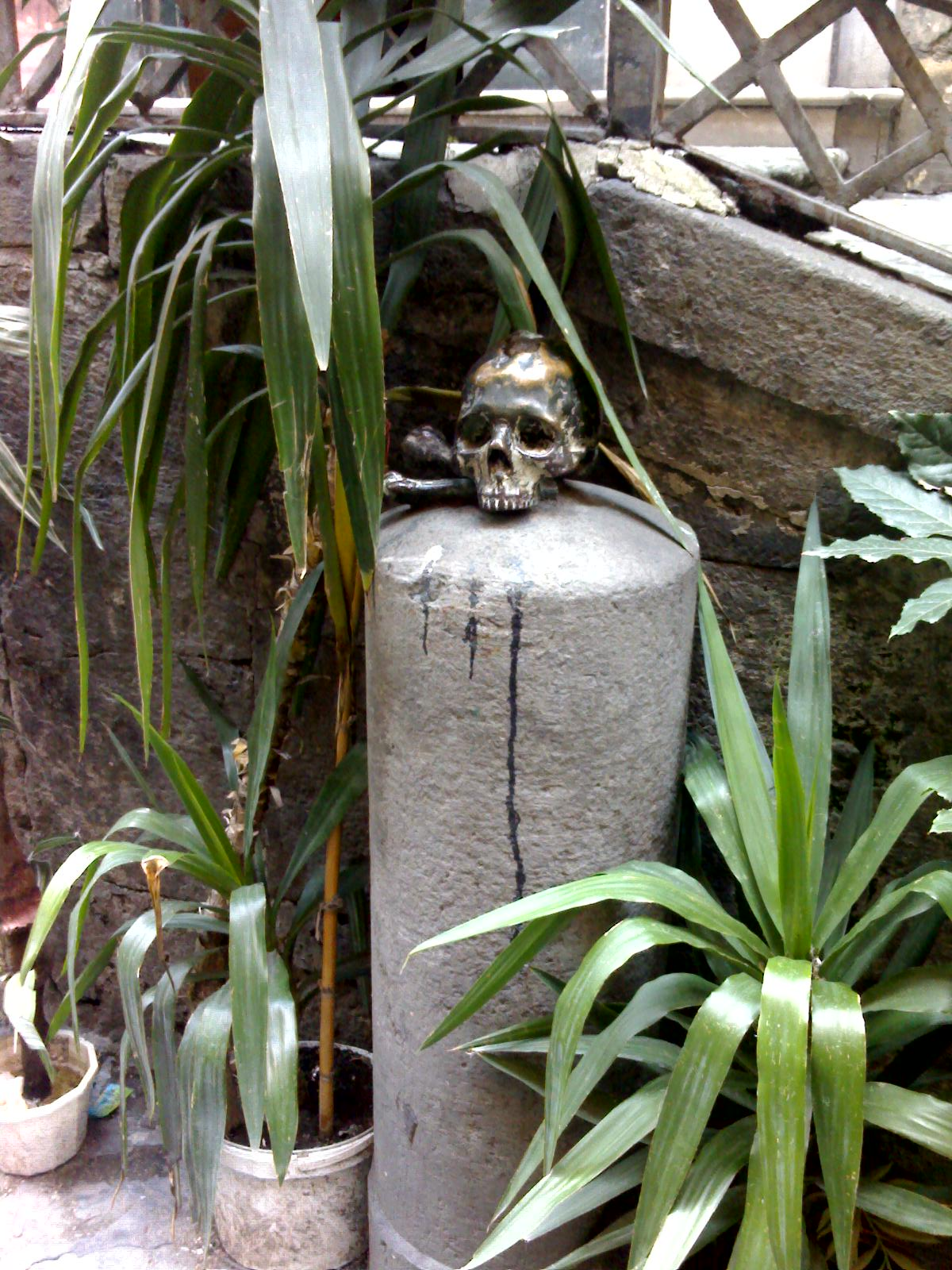
Uno dei tre teschi posti all'esterno

Il toponimo "ad Arco" deriva dalla presenza sul decumano maggiore, nel crocevia con via Nilo e via Atri, di un torrione di epoca romana (da alcuni ritenuto altomedievale), la cosiddetta torre d'Arco, aperto ai quattro lati da altrettanti fornici tramite i quali era garantito il passaggio. Al di sotto del torrione aveva sede il seggio d'Arco, suddivisione minore del sedile di Nilo. La torre dava il nome in età altomedievale ad una zona della città presso il decumano maggiore detta regio de arcu cabredato.
Giulio Cesare Capaccio ritenne erroneamente che non fosse la torre a dare il nome alla zona, ma il fatto che in essa fosse presente la sede degli arconti, i magistrati della polis greca. Questa deduzione nacque dall'errata lettura di una lapide latina ritrovata nei paraggi.
La demolizione della struttura viene tradizionalmente datata ai tempi di don Pedro di Toledo, il quale la ordinò per ampliare la strada e migliorare la viabilità per la nuova sede del tribunale, il castel Capuano, da lui istituita. Tuttavia alcuni storici come Bartolommeo Capasso e Riccardo Filangieri di Candida Gonzaga riportano la data del 1564 (dopo la morte di don Pedro), riprendendo quanto affermato da Giovanni Antonio Summonte, che ne riporta anche il giorno, il 6 aprile 1564, nonché il motivo per cui fu abbattuta: «dare ariosità al vicino palazzo della marchesa del Vasto». Il Capaccio, che asserisce comunque che la torre fu abbattuta "ai suoi tempi", invece riferisce che fu la falsa credenza che in essa dimorassero degli spiriti a determinarne la demolizione.
Ultimati i lavori di costruzione, la chiesa superiore venne consacrata nel 1638 ed aperta al culto, mentre quella inferiore fu completata intorno al Settecento per poi essere destinata a sepoltura delle anime pezzentelle (anime povere) riconfermato tale diritto anche da Isabella Mastrilli (1682-1761) che nel 1742 istituì lo ius sepolturae (diritto di sepoltura) in chiesa.
Le chiese furono aperte ai fedeli fino al terremoto dell'Irpinia del 1980, allorché fu poi compromessa la stabilità della chiesa del piano inferiore e dunque chiuse entrambe. Dopo alcuni lavori di restauro, fu riaperta al culto nel 1992.

## Descrizione

### Chiesa superiore

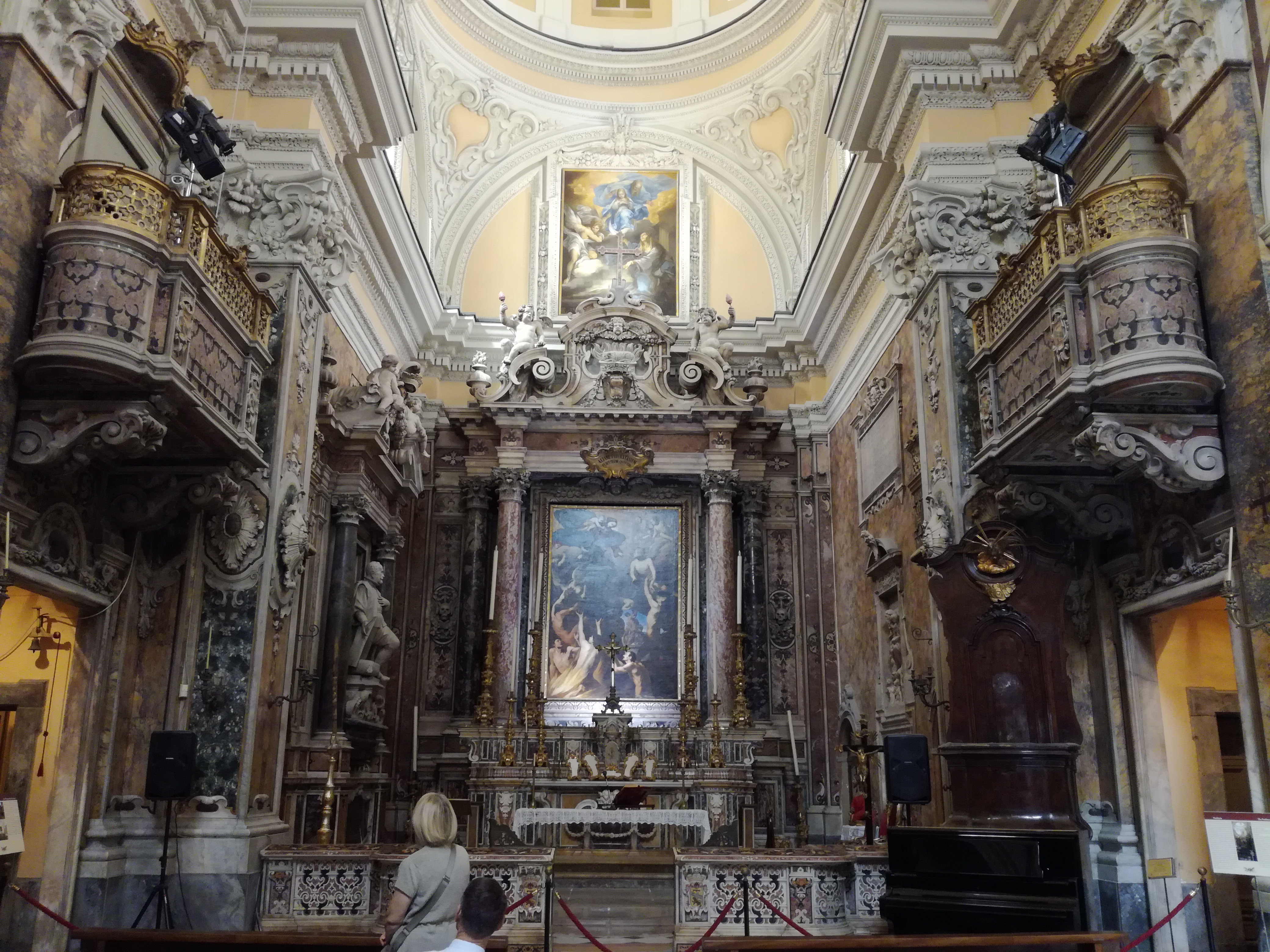
La zona absidale

L'edificio presenta sulla facciata motivi decorativi con teschi ed ossa nei fregi, sul portale e nelle nicchie laterali. Il portale e il tondo sovrastante con il bassorilievo della Madonna con le Anime del Purgatorio risalgono 1716.
L'interno si presenta a navata unica con un ridotto transetto e cappelle laterali.

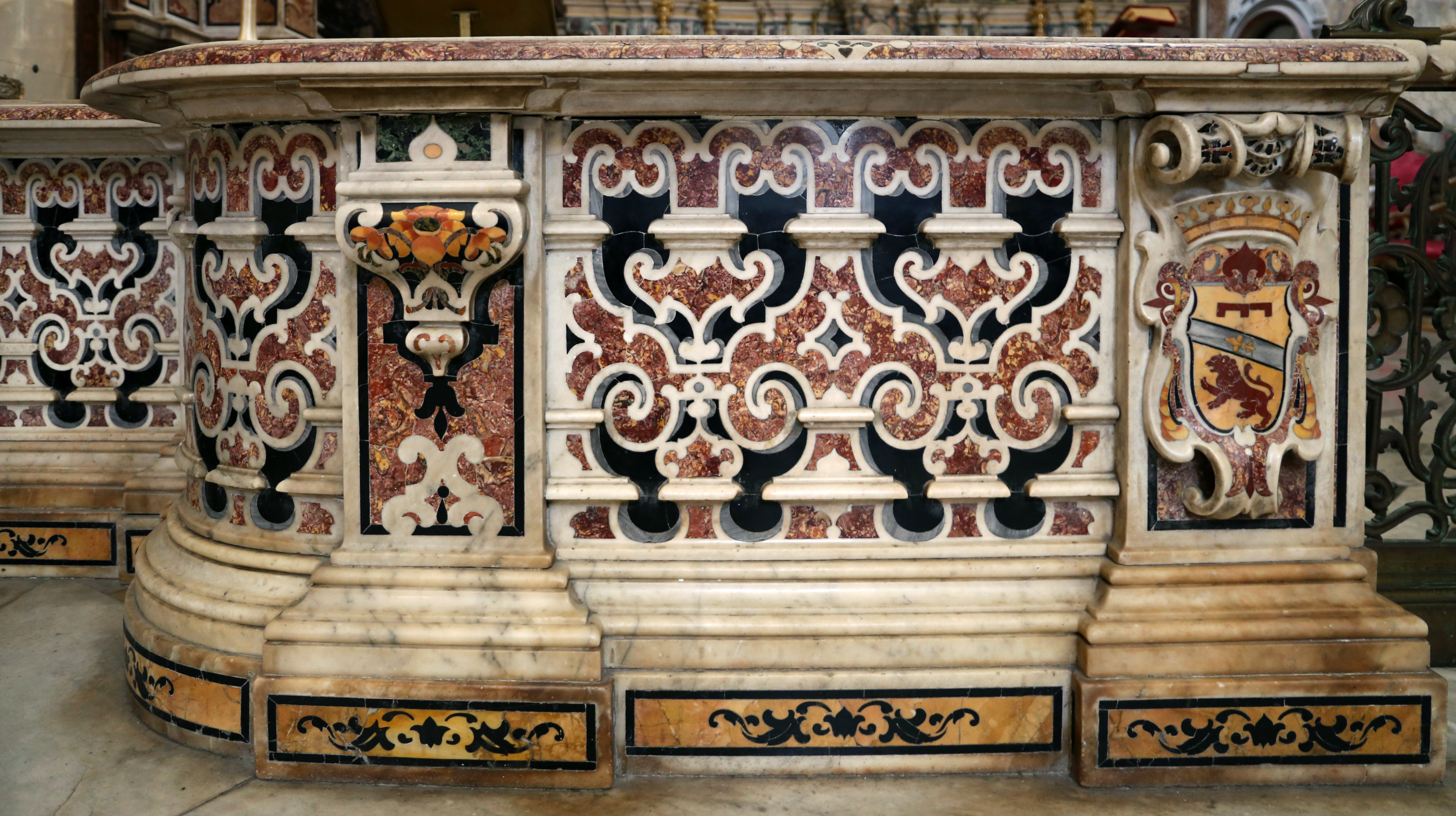
Particolare della balaustra marmorea absidale di Dionisio Lazzari

Il presbiterio e l'abside sono decorati su disegno di Dionisio Lazzari e sono databili al 1669. Dietro l'altare settecentesco, preceduto da una balaustra rivestita in marmo colorato, vi è la pala d'altare con la Madonna delle Anime Purganti di Massimo Stanzione eseguita nel 1638-1642. La stessa tela, di chiaro stampo caravaggesco, vede al di sotto di essa la grande scultura del Teschio alato del Lazzari, mentre al di sopra è la tela di Sant'Anna che offre la Vergine bambina al Padre Eterno del 1670 di Giacomo Farelli. Nella parete absidale di sinistra è infine il monumentale sepolcro di Giulio Mastrillo, opera iniziata da Andrea Vaccaro e terminata dello scultore Andrea Falcone nel 1672, il quale si occupò di eseguire la statua inginocchiata del Mastrilli.

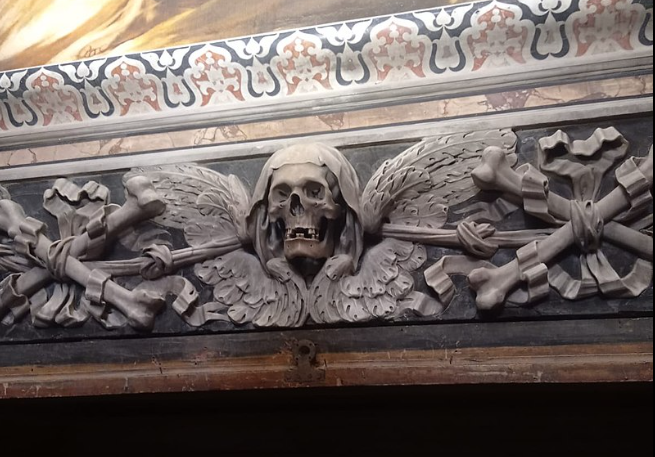
Il "teschio alato" di Dionisio Lazzari, nei pressi dell'altare maggiore della chiesa.

Nelle cappelle laterali, tre per lato, si conservano opere di scultura lignea di ignoti maestri e pitture di artisti del Seicento napoletano. Tra queste, nella prima di sinistra è il San Michele Arcangelo abbatte il demonio (1650) di Girolamo De Magistro; nella prima di destra Una Sacra Famiglia di ignoto pittore seicentesco (il dipinto aspetta ancora di essere restaurato e magari una ripulitura potrebbe far riemergere una firma, come accadde non molti anni fa con il San Michele di De Magistro), nella terza di sinistra la pala d'altare della Morte di san Giuseppe (1650-1651) è di Andrea Vaccaro; la prima cappella di destra invece vede la Morte di sant'Alessio (1661) di un giovane Luca Giordano.

### Chiesa inferiore

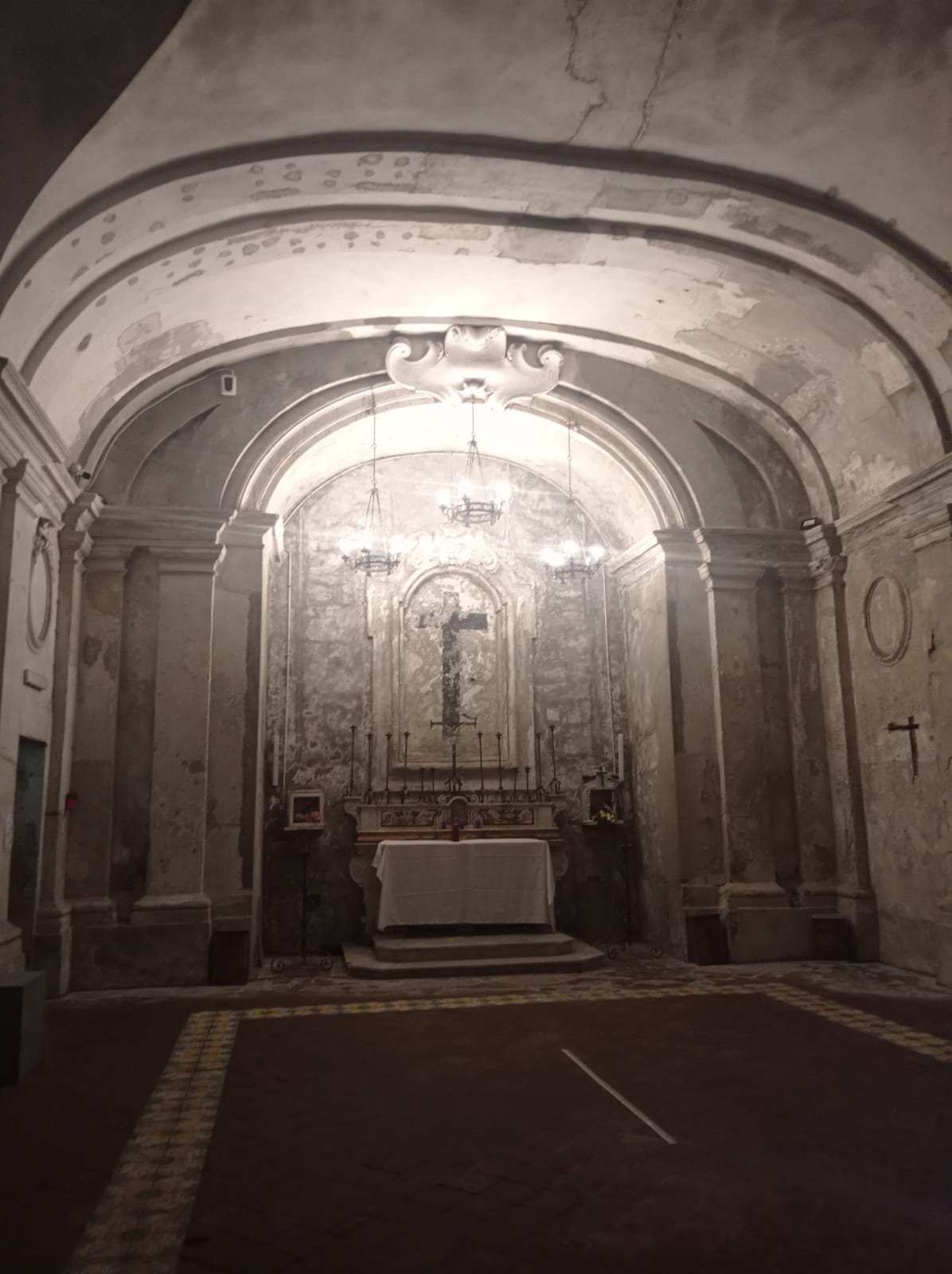
L'altare della chiesa inferiore.

Da una scala posta subito a sinistra dopo l'ingresso in chiesa si giunge a un'altra chiesa, costruita in linea d'aria al di sotto di quella del Purgatorio, infatti le dimensioni sono le medesime, con lo scopo di dare alle anime povere (cosiddette pezzentelle) la sepoltura. La chiesa è volutamente spoglia e disadorna, a indicare lo stato di penitenza e umiliazione cui sono sottoposte le anime nel Purgatorio; sull'altare maggiore, ad esempio, è dipinta solo una semplice croce con della vernice nera.
Il pavimento della chiesa inferiore è dei fratelli Giuseppe e Donato Massa, già noti per aver fatto le maioliche del chiostro delle Clarisse in Santa Chiara, mentre l'altare in piperno risale al XVIII secolo ed è sormontato da una grande croce nera. Entrambe le pareti laterali dell'ipogeo presentano due cappelle dove si trovavano dei loculi, al centro della stanza si trova una grande tomba anonima all'interno della quale dal Seicento ai primi anni dell’Ottocento (poco dopo l’emanazione dell’Editto di Saint Cloud che proibiva le sepolture all’interno delle città) erano raccolte le spoglie di chi non si poteva permettere un sepolcro nella chiesa. 
Nell'angolo a sinistra della chiesa c'è un corridoio decorato con molti oggetti dove si trovano diversi resti di teschi che porta alla tomba del Conte Giulio Mastrillo (la cui famiglia è stata benefattrice nei confronti della Congregazione) e sua moglie nonché ad un secondo ambiente sotterraneo, che fungeva da ipogeo, che contiene molti teschi e terre sante destinate alla sepoltura di congregati e benefattori. È presente anche un ossario sottostante all'ipogeo.

#### Il teschio della principessa Lucia
In fondo alla sala dell'ipogeo, a destra, si trova una nicchia votiva dove è esposto su un teschio incoronato con un velo da sposa e una coroncina, con intorno diversi ceri, ex-voto d’argento ed offerte; non è stato identificato a causa della mancanza di documenti al riguardo ma gli è stata affibbiata l'identità di "Lucia". Esiste un’antica leggenda a causa della quale ella è considerata la patrona delle giovani spose.
La leggenda si basa su un fatto reale accaduto nel ‘700. Nello stesso quartiere della chiesa viveva un nobile napoletano, don Domenico d’Amore, principe di Ruffano, la cui figlia di anni 17 morì di malattia (di tisi) subito dopo il suo matrimonio. Il padre, devoto alle anime del Purgatorio, fece seppellire la fanciulla nella terra santa dell’ipogeo del Purgatorio ad arco (nei libri delle sepolture custoditi nell’Archivio storico del complesso museale, non è stato trovato nessun documento circa questa sepoltura). La storia di Lucia suscitò una grossa commozione nel quartiere il che è la ragione per cui questo episodio, diffuso e tramandato nel corso del tempo, ha probabilmente dato vita alla leggenda della principessa Lucia, dove Lucia è in alcune versioni una nobile che muore per amore di un giovane del popolo, in altre una popolana morta per amore dello sposo pescatore. Lucia è considerata la protettrice delle giovani spose e anima eletta a farsi mediatrice per preghiere e invocazioni.

## Museo dell'Opera
Gli ambienti interni, sagrestia ed oratorio dell'Immacolata, tutti alle spalle della abside della chiesa ospitano il Museo dell'Opera Pia Purgatorio ad Arco, nel quale sono esposti vestiti ecclesiastici, oggetti liturgici, paramenti, calici, libri, suppellettili delle celebrazioni ed altre testimonianze che vanno dal Seicento all'Ottocento.
Fa parte del circuito museale anche l'ipogeo sotterraneo della chiesa.